# Cares de Mitilene
Cares de Mitilene (en llatí Chares, en grec antic Χάρης ὁ Μυτιληναῖος) fou un oficial d'Alexandre el Gran que tenia com a feina introduir els ambaixadors estrangers al rei (εἰσαγγελεύς).
Va escriure una història o més aviat un recull d'anècdotes de les campanyes i la vida privada d'Alexandre (περὶ Ἀλέξανδρον ἱστοριαί) en 10 llibres. Fragments d'aquesta obra es van conservar per Ateneu de Naucratis i Plutarc. També el citen Plini el Vell i Aulus Gel·li.